# Giovanni Fouchetti
 (novembre 2018).
Giovanni Fouchetti (fl.1757-1789) a publié une des premières méthodes pour la mandoline vers 1771. Selon Philip J. Bone, Fouchetti était également connu sous le nom de Fouquet. Il a vécu à Paris au XVIIIe siècle. Il y était enseignant en 1788,.
Son ouvrage, Méthode pour apprendre facilement à jouer de la mandoline à 4 et à 6 cordes; dans laquelle on explique les différents coups de plume nécessaires pour cet instrument. On y a joint six sérénades et six petites sonates, a été réédité en 1983.